# Sergent
Sergent este primul grad obținut din clasa subofițerilor; un grad militar care este superior caporalului clasa I și inferior sergentului-major.

## În România

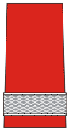
Însemnul de sergent în Armata Română.

În România, în subordinea sergentului se află caporalul clasa I, caporalul clasa II, caporalul clasa a III, fruntașul și soldatul. Sergentul conduce un grup format din aproximativ 12 militari (având funcție de conducere la nivel de grupă). În același timp poate ocupa și o funcție de instructor, instruind Soldații Gradați Profesioniști.
Școlile care pregătesc viitori subofițeri ai armatei sunt:
- Școala Militară de Maiștri Militari și Subofițeri a Forțelor Terestre  (Pitești)
- Școala Militară de Maiștri Militari și Subofițeri a Forțelor Aeriene (Buzău)
- Școala Militară de Maiștri Militari și Subofițeri pentru Comunicații, Tehnologia Informației și Apărare Cibernetică (Sibiu)

Ca însemn al epoleților, în Armata Română, este reprezentat printr-un galon de 20 mm.